# Werner Heisenberg
Werner Heisenberg, punim imenom Werner Karl Heisenberg (Würzburg, 5. prosinca 1901. - München, 1. veljače 1976.), njemački fizičar. Matematiku i potom fiziku studirao u Münchenu. Doktorat o problemu nastajanja i širenja vrtloga tekućinom obranio je 1923. Nakon doktorata postao je asistent M. Borna u Göttingenu, da bi ubrzo postao privatnim docentom i predavačem (1924.).
Zahvaljujući bliskoj suradnji s N. Bohrom zarana se suočio sa svim problemima kvantne mehanike, napose s problemima složenih atomskih i molekulskih spektara. Velik je njegov prinos u izračunu jakosti (intenziteta) linija vodikova spektra. S pomoću novih kvantnoteorijskih pravila množenja koeficijenata u Fourierovim redovima za anharmoničke oscilatore dobio je rješenja jednadžbi gibanja za vodikov sustav. Bili su to novi kvantni uvjeti, koji su poslije poopćeni u komutacijsko pravilo matrica u radovima s M. Bornom i E. P. Jordanom. Heisenbergova mehanika matrica dovršena je i primijenjena 1925. Radovi trojice fizičara, Heisenberga, Borna i Jordana, odlučujuće su utjecali na daljnji razvoj kvantne mehanike: na izračune vlastitih stanja vodikovog atoma (W. Pauli), proširenje mehanike matrica u mehaniku operatora i time na neprekinuta gibanja, Diracovu metodu q-brojeva za višeelektronske atome, relativistički Comptonov učinak, finu strukturu vodikovih spektara te izračune stanja helijevog atoma.
Od 1926. Heisenberg je radio u Bohrovu institutu u Kopenhagenu. Potaknut Schrödingerovom valnom jednadžbom, napose fizikalnim značenjem kvadrata valne funkcije kao njezina pravoga rješenja, što je 1926. M. Born razriješio predodžbom statističke vjerojatnosti, Heisenberg je najdublje bio zainteresiran za problem zornih predodžbi veličina u kvantnoteorijskoj kinematici i mehanici. Rezultat su te analize slavne relacije neodređenosti 1927: ograničeno je istodobno mjerenje kanonski konjugiranih veličina, na primjer položaja i količine gibanja neke čestice. Općenito se uzima da su Bornovo statističko tumačenje valne funkcije, Heisenbergove relacije neodređenosti te Bohrov princip komplementarnosti temelji Kopenhagenske interpretacije kvantne mehanike.
Heisenberg je 1927., kao 25-godišnjak, preuzeo katedru teorijske fizike na Sveučilištu u Leipzigu. Ondje mu se 1929. pridružio F. Hund, da bi zajedno s matematičarom B. L. van der Waerdenom utemeljili poznati Leipziški krug moderne fizike. U toj fazi života i rada Heisenberg se bavio primjenom i proširenjem kvantne mehanike: kvantnomehaničko objašnjenje feromagnetizma te otkriće spinskih valova (zajedno s Hundom i Blochom). Tada je započela i njegova suradnja s W. Paulijem u razvoju relativističke kvantne teorije polja i najtežim problemom divergencija u njoj.
Temeljni je Heisenbergov prinos iz 1932. neutronsko-protonski model atomske jezgre, što ga je razvio ubrzo nakon otkrića neutrona. Heisenberg je formulirao izotopni spin ili izospin odgovarajućim matricama nukleonskoga stanja, kojim se opisuje simetrija nuklearne sile. U razdoblju do početka Drugog svjetskog rata bavio se proširenjem kvantne mehanike na kemiju i biologiju i temeljnim filozofijskim promjenama što ih je kvantna mehanika unosila u mikroskopsku sliku svijeta. Tijekom Drugog svjetskog rata u Institutu Kaiser Wilhel Heisenberg se uglavnom bavio teorijskim istraživanjem kozmičkoga zračenja. Surađivao je i u izgradnji nuklearnoga reaktora na bazi fisije uranija sporim neutronima.
S ostalim njemačkim fizičarima bio je 1945. zatočen i interniran u Farm Hall kraj Cambridgea, a vraćen u Zapadnu Njemačku na početku 1946. Postao je voditeljem Instituta Max Planck za fiziku i astrofiziku (1958.). U to se doba osobito bavio fizikom bariona, pa je predvidio na primjer ēta-mezon (η-mezon), koji je poslije i otkriven. U teorijskim se pokušajima Heisenberg često pozivao na Platonovu temeljnu sliku materije u obliku jednostavnih geometrijskih oblika. Potkraj života aktivno se bavio interdisciplinarnim odnosom fizike, filozofije i religije.
Filozofski i popularni tekstovi sabrani su u dvojezičnome izdanju njegovih Sabranih djela (njem. Gesammelte Werke – Collected Works, 1984.), u tri knjige u nizu pod oznakom C, (njem. Abteilung – Series C), pod naslovom Fizika i spoznaja (njem. Physik und Erkenntnis, C I 1927–55., C II 1956–68., C III 1969–76). Kopenhagensko se tumačenje kvantne teorije u općoj shemi svodi na rez između kvantnog objekta u mikrosvijetu, opisanog opservablama što opisuju njegovu probabilističku narav, i opažača sa sveukupnom njegovom instrumentacijom, klasičnom fizikom i svakodnevnim jezikom. Međudjelovanjem (aktom mjerenja) mikroskopskoga sustava i makroskopskog uređaja zbiva se događaj koji podliježe Heisenbergovim relacijama neodređenosti. Kvantna teorija narušila je ideal kauzalnosti klasične fizike.
Heisenberg je jedan od najuglednijih svjetskih znanstvenika i filozofa koji su primili počasni doktorat Sveučilišta u Zagrebu prigodom njegove 300. obljetnice. U hrvatskoj filozofiji znanosti za uvođenje kvantne mehanike u nastavu fizike i hrvatsku kulturu najzaslužniji je Heisenbergov student I. Supek. Heisenberg je dobitnik Nobelove nagrade za fiziku 1932.

## Odnosi neodređenosti
Klasična fizika prikazuje s jedne strane gibanje elektrona kao gibanje čestica uzduž određenih staza, s druge strane prikazuje širenje svjetlosti kao titranje kontinuuma. Ogib i interferencija elektronskih zraka, kao i pojava kvanata svjetlosti (fotona), sile nas da te temeljne klasične predodžbe podvrgnemo promjenama. Dok promatramo gibanje elektrona sve do u najsitnije potankosti kao gibanje čestica u točno određenim geometrijskim krivuljama, dok, dakle, gibanje elektrona shvatimo kao jedan astronomski sustav s točno određenim stazama, dotle u toj slici nema mjesta za valna svojstva. Isto tako, kad promatramo svjetlost kao elektromagnetski ili elastični val s određenim titrajima kontinuuma u svakom trenutku i u svakoj točki prostora ne možemo u tom kontinuiranom zbivanju otkriti ni traga takvim diskretnim kvantima svjetlosti. U stvarnosti, međutim, elektroni i svjetlost pokazuju valna i korpuskularna (čestica) svojstva (dualizam). To dokazuje da se ni klasična korpuskularna slika, ni klasična valna slika ne mogu dosljedno primijeniti na atomske procese. Opstojnost valnih svojstava materije ograničuje doseg korpuskularne slike, opstojnost kvanata svjetlosti ograničuje doseg klasične valne teorije. Temeljnim dualizmom vala i čestice, koji proniče čitavu nuklearnu fiziku, stavljene su granice klasičnoj fizici. Taj dualizam je ishodište kvantne kritike klasičnih zornih predodžbi. Kvantna teorija započinje tamo gdje zatajuju naše svakidašnje predodžbe o fizičkoj stvarnosti.
Do granica klasičnih predodžbi možemo najjasnije doći tako da iste fizičke procese opišemo u korpuskularnoj i valnoj slici. U klasičnoj mehanici gibanje neke točke potpuno je opisano ako u svaki pojedini trenutak znamo položaj i brzinu točke. Točno određena brzina, odnosno impuls sile, odgovara u valnoj slici valu s točno određenom valnom duljinom. Takav val s određenom valnom duljinom je ravni val, koji se širi po čitavom prostoru. Određena brzina elektrona ima, prema tome, u valnoj slici za posljedicu da je položaj elektrona u prostoru potpuno neodređen. Točno određenje mjesta i brzine elektrona stoji u suprotnosti s valnom predodžbom o gibanju materije. Želimo li u valnoj slici prikazati da se elektron nalazi u nekom malom području, moramo izgraditi jedan val koji snažno (intenzivno) titra samo u tom malom području, a izvan toga iščezava. Takav val nastaje po zakonima valnog širenja zbrajanjem vrlo mnogo ravnih valova različite duljine vala. Ti se ravni valovi u malom području pojačavaju, a izvan njega poništavaju. U korpuskularnoj slici valovima različite valne duljine odgovaraju različite brzine elektrona. Time što u valnoj slici ograničimo elektron na malo područje, brzina elektrona neminovno postaje neodređena. Što su manje dimenzije valnog paketa, to više treba valova s različitim valnim duljinama. Točno određenje mjesta u valnoj slici ima u korpuskularnoj slici za posljedicu potpunu neodređenost brzine. Želimo li gibanje elektrona istodobno prikazati kao širenje vala i kao gibanje čestica, u samom početku moramo se odreći mogućnosti da u najsitnije detalje provedemo obje predodžbe. Valna strana materije ukazuje na to da nema smisla govoriti istodobno o točno određenom položaju i brzini elektrona. Oba ta pojma mogu se primijeniti na elektron samo s izvjesnim stupnjem neodređenosti.
Na osnovu temeljnog dualizma postavit ćemo granice do kojih se pojmovi položaja i brzine smiju primijeniti na gibanje elektrona. Elektron neka se kreće na pravcu. Jednim mjerenjem je utvrđeno, da se on nalazi između točaka x i x + Δx. Rezultat toga mjerenja možemo u valnoj teoriji izraziti valom koji ima između x i x + Δx konačnu jakost (intenzitet), a izvan iščezava. Takav valni paket možemo prema zakonima valne teorije dobiti slaganjem ravnih valova s valnim duljinama od vrijednosti λ do vrijednosti λ + λ2/Δx.
Taj strogi matematički razultat je jasan ako pomislimo, da se ravni valovi moraju poništavati na granicama duljine Δx. U valnom paketu moraju se, dakle, pojavljivati ravni valovi, koji na granicama duljine Δx jedan ravni val učinio barem jedan titraj više od drugog vala. Prvi val neka je na toj duljini učinio n + 1 titraja (n je cijeli broj). Tada je njegova valna duljina jednaka Δx/(n + 1). Valna duljina drugog vala je jednaka λ = Δx/n, jer je taj drugi val učinio samo n titraja na duljini Δx. Prema tome, razlika u valnim duljinama između ta oba vala dana je razlikom:
{\displaystyle \Delta \lambda ={\frac {\Delta x}{n}}-{\frac {\Delta x}{n+1}}={\frac {\Delta x}{n\cdot (n+1)}}\approx {\frac {\Delta x}{n^{2}}}={\frac {\lambda ^{2}}{\Delta x}}}
Zaista vidimo da je valna duljina valova, koji izgrađuju valni paket, raspršena od vrijednosti λ do vrijednosti λ + λ2/Δx. Prema de Broglievu odnosu tim valnim duljinama odgovaraju impulsi između h/λ i h/(λ + Δλ). Raspršenje Δp impulsa dano je razlikom:
{\displaystyle \Delta p={\frac {h}{\lambda }}-{\frac {h}{\lambda +\Delta \lambda }}\approx h\cdot {\frac {\Delta \lambda }{\lambda ^{2}}}}
Uvrstimo li ovaio za raspon valne duljine gornju jednadžbu, dobivamo za raspršenje impulsa izraz:
{\displaystyle \Delta p={\frac {h}{\Delta x}}}
Odatle proizlazi da je umnožak iz neodređenosti položaja Δx i neodređenosti impulsa Δp jednak Planckovoj konstanti h:
{\displaystyle h=\Delta p\cdot \Delta x}
To je odnos neodređenosti, koju je izveo Heisenberg iz osnovnih zakona kvantne teorije. Ona izražava da je općenito nemoguće istovremeno točno ustanoviti brzinu i položaj elektrona. S obzirom na valna svojstva materije ne može se korpuskularna (čestica) slika točnije primjenjivati nego što to dopuštaju odnosi neodređenosti. Heisenbergovim odnosom neodređenosti nije isključeno da se pojedinačno odredi sasvim točno ili brzina ili položaj elektrona, ali kod točnog određenja jedne veličine druga veličina ostaje potpuno neodređena. Tako na primjer poznavanje elektrona s određenom brzinom isključuje mogućnost da bilo što detaljno izjavimo o njegovu položaju u prostoru. Govorimo li, naprotiv, o elektronu s brzinom između vrijednosti v i vrijednosti v + Δv, možemo elektronu pripisati položaj, utvrđen do na neizvjesnu duljinu, jednaku h/m∙Δv. Odnosi neodređenosti pogađaju samo istovremeno mjerenje brzine i položaja čestice, te određuje granice do kojih se korpuskularni pojmovi kao položaj i brzina mogu primjenjivati, a da ne nastupimo u sukob s pokusima ustanovljenim valnim svojstvima materije. Točnije primjenjivanje položaja i brzine kod atomskih procesa protivi se načelima kvantne teorije i ono bi iz paradoksa val-korpuskula stvorilo nerazrješivu logičku suprotnost.
Ne može postojati ni jedan pokus u kojem bi istovremeno mogao točnije mjeriti položaj i impuls elektrona, nego što to dopuštaju odnosi neodređenosti. Heisenberg i Bohr su na nizu pokusa analizirali te fizičke odnose. Položaj elektrona na pravcu mogli bismo, u načelu, odrediti mikroskopom tako da obasjamo elektron svjetlošću vrlo male valne duljine. Po zakonima optike položaj je elektrona na pravcu neizvjestan za valnu duljinu upotrebljene svjetlosti. Tvrdim gama-zrakama dalo bi se postići vrlo točno određenje mjesta. Međutim, kvant svjetlosti, koji se od elektrona odbija (reflektira) k motritelju (fotografskoj ploči), daje prilikom sraza elektronu impuls u smjeru pravca. Taj preneseni impuls na elektron otprilike je jednako velik kao i prvotni impuls kvanta svjetlosti. Što je manja valna duljina svjetlosti, kojom obasjavamo elektron, to je veći impuls, što ga dobiva elektron prilikom sraza s kvantom svjetlosti. Upotrebom svjetlosti male valne duljine, doduše, možemo točno odrediti položaj elektrona na pravcu, ali tom svjetlošću male valne duljine znatno mijenjamo impuls elektrona. Što točnije odredimo položaj, to neizvjesniji postaje impuls elektrona. Neizvjesnost u položaju elektrona jednaka je valnoj duljini λ, neizvjesnost u impulsu elektrona prilikom obasjavanja jednaka je impulsu kvanta svjetlosti h/λ. Za umnožak neizvjesnosti mjesta Δx i neizvjesnost impulsa Δp prilikom mjerenja dobivamo zaista Planckovu konstantu h:
{\displaystyle \Delta p\cdot \Delta x={\frac {h}{\lambda }}\cdot \lambda =h}
O postojanju odnosa neodređenosti osvjedočit ćemo se još na jednom primjeru. Položaj elektrona možemo vrlo strogo odrediti, ako pustimo katodne zrake kroz mali otvor na zastoru. Položaj elektrona u trenutku prolaza točnije je određen, što se uzme manji otvor. No pri tom nužno postaje neizvjestan njegov impuls. Uzmimo da je impuls katodnih zraka ispred zastora točno određen, što znači da se prema zastoru širi ravni val određene valne duljine. Ispred zastora je položaj elektrona sasvim neodređen. U trenutku prolaza je položaj elektrona fiksiran do na širinu d otvora u zastoru. No val, koji prolazi kroz otvor na zastoru, nužno skreće. Iza otvora dobivamo poznatu ogibnu sliku sa svijetlim i tamnim prstenovima. Val titra snažno (intenzivno) samo u kutnom području koje se prostire do granice, gdje nastupa prvo ugašenje vala:
{\displaystyle d\cdot \sin \alpha ={\frac {\lambda }{2}}}
Prenesimo to skretanje vala u korpuskularnu sliku. Impuls elektrona ne leži više točno u smjeru primarnih zraka, nego dobiva komponentu okomitu na prvobitni smjer. Komponenta impulsa u okomitom smjeru jednaka je:
{\displaystyle p_{y}=p\cdot \sin \alpha ={\frac {h}{\lambda }}\cdot \sin \alpha }
Neizvjesnost položaja na osi y jednaka je širini otvora Δy = d. Neizvjesnost impulsa Δpy jednaka je 2∙py, jer elektron može biti raspršen na jednu ili drugu stranu osi y. Prema tome dobivamo:
{\displaystyle \Delta y\cdot \Delta p_{y}=d\cdot 2\cdot {\frac {h}{\lambda }}\cdot \sin \alpha =h}
Slični odnosi neodređenosti postoje i za valna svojstva materije. Granice korpuskularne slike našli smo imajući pred očima valna svojstva materije. Isto tako možemo odrediti granice klasične valne teorije imajući pred očima korpuskularna svojstva svjetlosti. Odnosi neodređenosti ostavljaju tada u zornoj valnoj teoriji mjesto za pojavu kvanta svjetlosti. Iz osnovnih načela kvantne teorije može se izvesti da se istodobno ne može govoriti o točnim vrijednostima električnoga i magnetskog polja. Za umnožak neodređenosti električnoga i magnetskog polja vrijede slični odnosi kao za položaj i brzinu elektrona.
Fizička stvarnost može se u makroskopskim dimenzijama predočiti korpuskularnom ili valnom slikom; u atomskim dimenzijama na svakoj od tih slika moramo izbrisati oštre linije i tako te, u makroskopskim dimenzijama suprotne slike, dovesti do međusobnog poklapanja.
Po kvantnoj teoriji klasični pojmovi gube djelomično svoj smisao u atomskim dimenzijama, a granice klasičnih predodžbi dane su odnosima neodređenosti. Dalje od tih granica ne dopire moć klasične fizike: u procesima u mikrosvijetu vladaju novi i nezorni zakoni kvantne teorije. Paradoksno ponašanje materije kao vala i čestice izraz je vlastite zakonitosti koja vlada u atomskim procesima. Ta dvojaka priroda materije ishodište je za kritiku klasičnih predodžbi.
Heisenbergovi odnosi neodređenosti onemogućuju da se na atomske staze primijeni u potpunosti klasični pojam staze. Kao staza u klasičnoj je mehanici određen niz uzastopnih položaja koje tijelo poprima u vremenskom slijedu. Gibanje planeta opisano je elipsom, a u svako vrijeme može se na elipsi odrediti točka u kojoj se nalazi planet. Gibanje mehaničkih predmeta određeno je ako u pojedinim trenucima poznamo njihov položaj i brzinu. Kako je s određenjem gibanja u nuklearnoj fizici? Odredimo li u jednom trenutku položaj elektrona, nipošto ne možemo reći gdje ćemo naći elektron u drugom kasnijem trenutku. Prilikom mjerenja položaja na takav smo nepredvidljiv način promijenili brzinu elektrona da je neizvjesno kuda će se kretati elektron poslije trenutka mjerenja. Osnovni dijelovi klasične staze, položaj i brzina, ostaju u kvantnoj fizici općenito neodređeni. Mjerenje atomskih procesa može se zorno tumačiti ili kao određenje mjesta ili kao određenje brzine. Dok u klasičnoj mehanici možemo niz takvih uzastopnih mjerenja ujediniti u stazu tijela u prostoru i vremenu, dotle u mikrosvijetu svako mjerenje ispoljuje kao radikalni zahvat u njegovu prirodu koji čini nemogućim povezivanje tih rezultata u stvarnu stazu elektrona. Kvantna diskontinuiranost onemogućuje isključivanje utjecaja motritelja na promatrani sustav i onemogućuje prijelaz k sve manjim smetnjama u sustavu prilikom mjerenja. Zahvati promatrača na atomski sustav uvijek su "veliki" i stvaraju novu fizikalnu situaciju u promatranom sustavu. Ne može se promatrati položaj elektrona, a da ga pri tome ne bombardiramo kvantima svjetlosti koji potpuno mijenjaju njegovu brzinu. Svako promatranje ostavlja u mikrosvijetu nepredvidljive promjene. Te promjene sprečavaju, da se rezultati mjerenja ujedine u klasičnu stazu. Na atomske procese može se prenijeti samo utoliko pojam staze koliko to dopuštaju odnosi neodređenosti. Ako ne prekoračujemo te granice dane osnovnim dualizmom vala i čestice, možemo gibanje elektrona približno opisati klasičnim stazama, a upotrebom toga klasičnog pojma dobit ćemo i u mikrosvijetu ispravne rezultate. Kod mnogih opisivanja atomskih procesa ne treba znati mjesto i brzinu elektrona točnije nego što to dopuštaju odnosi neodređenosti, i u tom slučaju možemo postići korpuskularnom ili valnom zornom slikom približno ispravne rezultate.
Na osnovu Heisenbergovih odnosa neodređenosti možemo promatrati dokle se dade primijenljiv pojam staze na gibanje elektrona u pojedinim stacionarnim stanjima atoma. Može se samo tada govoriti o stazi elektrona u pojedinom stacionarnom stanju ako se može odrediti niz točaka elektronske staze, a da pri tome ne promijenimo bitno energiju elektrona. Ako možemo mjeriti na primjer 10 točaka staze, tada već imamo priličan uvid u gibanje elektrona oko jezgre. Prilikom određenja tih točaka, naravno, ne smije biti znatno promijenjena energija elektrona tako da te sve točke mjerenja možemo pripisivati približno stacionarnom stanju iste energije. Promatrajmo najprije elektron u stabilnom stanju vodikova atoma. U stabilnom stanju kreće se elektron s energijom jednakom - R∙h na prosječnoj udaljenosti od 10−10 m od atomske jezgre. Da odredimo nekoliko točaka staze, trebamo svjetlost s valnom duljinom jednakom najviše 10−11 m. S tom svjetlošću možemo postići u određenju položaja točnost otprilike jednaku jednoj desetini promjera atoma. Međutim jedan kvant takve svjetlosti ima energiju tako veliku da je dovoljan jedan sraz između kvanta svjetlosti i elektrona pa da elektron bude potpuno izbačen iz atoma (Comptonov učinak). Od staze elektrona u najnižim stacionarnim stanjima možemo u pokusu promatrati samo jednu jedinu točku. Prema tome nema uopće smisla da pojam staze primijenimo na elektron u najnižim energetskim stanjima. Pojam određene elektronske staze dade se održati tek kod visokih stacionarnih stanja. U stacionarnim stanjima s kvantnim brojevima n ima atom za n2 veći promjer nego u stabilnom stanju; dakle, s kvantnim brojem n = 1 000 ima atom 1 000 000 puta veći promjer. Kod takvog stacionarnog stanja može se promatrati infracrvenom svjetlošću niz točaka staze, a da pri tome ne promijenimo bitno stacionarno stanje elektrona. Elektron prilikom sraza s kvantima svjetlosti, već prilično velike valne duljine, odnosno vrlo malog impulsa, stalno se kreće između 900-tog i 1100-tog stanja. Comptonovim učinkom tek se malo mijenja energija i brzina elektrona, pa elektron ostaje u susjednim stacionarnim stanjima. Sva stacionarna stanja ne razlikuju se znatno po svojim svojstvima, i prema tome mjerenje položaja elektrona možemo pripisivati stazi elektrona približno u 1000-tom stacionarnom stanju.
Kako vidimo, pojam staze dade se održati samo kod visokih stacionarnih stanja, gdje su dimenzije atoma velike i gdje su gusto nanizana stacionarna stanja. Prema niskim energijama elektrona naprotiv potpuno zatajuje klasični pojam staze. Klasičnim pojmovima dadu se približno ispravno opisati samo svojstva atoma za velike kvantne brojeve. Valjanost klasičnih pojmova kod visokih stacionarnih stanja izražava istu činjenicu kao i Bohrovo načelo korespodencije. Po načelu korespodencije za velike kvantne brojeve prelazi kvantna zakonitost u klasičnu. Na osnovu odnosa neodređenosti vidimo ponovo zašto primjenom klasičnih predstava na atome kod visokih stacionarnih stanja možemo s punim pravom govoriti o elektronu koji se kreće u određenoj stazi, na primjer u jednoj od Bohrovih kružnica. Dimenzije atoma za ta visoka stacionarna stanja su takve da se upotrebom korpuskularne klasične slike ne dospijeva u suprotnost s valnim svojstvima materije. Ako ne prekoračujemo granice dane Heisenbergovim odnosima neodređenosti, možemo na elektron primijeniti predstave i zakone klasične mehanike.
Bitno je za neprotuslovnost kvantne teorije da se kod nijednog pokusa istodobno ne mogu ustanoviti valna i korpuskularna svojstva. Pred pramen svjetlosti možemo postaviti zastor na kojemu se nalaze dvije rupice, vrlo blizu jedna uz drugu. Iza zastora na fotografskoj ploči tad se dobiva poznata ogibna slika, nastala interferencijom svjetlosti koja dolazi od obiju rupica. Dobivena ogibna slika je u svojoj geometrijskoj građi bitno različita od slike koju bi dobili puštajući svjetlost najprije kroz jednu, a zatim kroz drugu rupicu na zastoru. Ogibna slika iza dviju rupica na zastoru ne nastaje tako da se jednostavno prekriju ogibne slike pojedinih rupica, već je karakter nastale ogibne slike u bitnom određen time da je svjetlost istodobno prošla kroz obje rupice. Kod takvog pokusa ostaje potpuno sakrivena korpuskularna priroda svjetlosti. Odmah bismo došli u nerazmrsivo protuslovlje s promatranom pojavom kada bi kod toga pokusa promatrali svjetlost kao kvante svjetlosti. Shvatimo li svjetlost kao roj čestica, to bi pojedina čestica nužno prošla kroz jednu ili drugi rupicu. Međutim je za česticu, koja je prošla kroz jednu rupicu, potpuno bez značenja da li se nalazi još jedna rupica na zastoru. Ali tada otpada međusobna interferencija svjetlosti od obiju zastora, i na fotografskoj bi se ploči pojavila slika jednaka s onom da je svjetlost prošla najprije kroz jednu, a zatim kroz drugu rupicu na zastoru. Iz toga primjera najbolje razabiremo da dolazimo u nerješivu proturječnost ako kod ogibnih pojava upotrijebimo korpuskularnu sliku.
Granice klasične fizike nalaze se tamo, gdje se više ne mogu zanemariti učinci koje izazivlje svako promatranje u promatranom sustavu. Kada promatramo gibanje planeta, možemo potpuno zanemariti tlak svjetlosti na njihovu površinu, međutim svako obasjavanje atoma vodi do bitnih promjena u mikrosvijetu. Zbog diskontinuiranosti atomskog zbivanja ne mogu se smatrati izazvane promjene mjerenjem beskonačno male pa ukloniti. Sve promjene u atomskim procesima su jednako velike, jednako dalekosežne. Kvantna teorija dolazi na mjesto klasične kad postaju bitni utjecaji što ih svako promatranje vrši na atomski sustav.
Svaki pokusni zahvat u atomski sustav vezan je s neuklonivim smetnjama koje u stanovitoj mjeri čine neizvjesnim rezultat kasnijeg mjerenja. Smetnje na promatranom sustavu imaju odlučno značenje za kvantnu teoriju. Te smetnje onemogućuju da se točno utvrde klasične veličine sustava, kao na primjer položaj i brzina, te tako omogućuju svu paradoksnost dualizma vala i čestica. Kada bi se iz nekih pokusa moglo odrediti točno brzina i položaj elektrona, tada bi time bili ustanovljeni svi klasični elementi sustava i primjena kvantne teorije bila bi isključena. Neizvjesnost, koja ulazi u atomske sustave samim mjerenjem, označuje granice klasičnog promatranja i dopušta da se elektron kod jednog pokusa pojavi kao val, a kod drugog kao čestica. U svakom od tih pokusa izbrisane su neke klasične crte u valnoj, odnosno korpuskularnoj slici materije, a to oštećenje klasičnih sastavnih elemenata omogućuje da se svi ti pokusi ujedine u izraz jedinstvene fizikalne stvarnosti.
Mjerenjem unesena neizvjesnost u atomske sisteme sprečava da se na osnovu jednog pokusa odredi točan rezultat sljedećeg pokusa. U klasičnom načelu kauzalnosti je neophodno poznavanje brzine i položaja elektrona u jednom trenutku. No u nuklearnoj fizici ne samo da se nikada ne mogu istodobno točno mjeriti položaj i brzina elektrona, već bi njihova istodobna određenost izazvala nerazmrsivu suprotnost. Zajedno s klasičnim predstavama položaja i brzine u atomskoj se fizici pokazuje neprikladnim i klasično načelo kauzalnosti. Budući da smetnje kod pokusa proizvode izvjesnu neodređenost u atomskom sustavu, to se na osnovu jednog pokusa može zaključiti samo na vjerojatnost ishoda daljih pokusa. Ako u jednom kasnijem pokusu ispitujemo fizikalnu veličinu, koja nije smetana prethodnim pokusom, možemo strogo odrediti ishod pokusa. U tom slučaju su pokusi kauzalno povezani. Tako su zakoni kvantne teorije djelomično statističkog i determiniranog karaktera, oni se nadopunjuju kao dva razna načina promatranja. Kao i u kinetičkoj teoriji materije, tako se i u kvantnoj fizici služimo statistikom kada više ne možemo primijeniti strogo kauzalno promatranje. Nezavisno od te neizvjesnosti u slijedu pokusa postoje u kvantnoj teoriji strogi zakoni iz kojih se mogu proračunati atomske veličine. Opstojnost tih strogih zakona kvantne teorije nazvao je Bohr načelom kauzalnosti kvantne fizike. Stroga determiniranost kvantne teorije pogađa više vrijednosti atomskih veličina, na primjer energije, momente vrtnje i tako dalje, negoli slijed pokusa koja proniče neminovna neizvjesnost.
Gradivo, na kojem se izgrađuje kvantna teorija, zorni su rezultati mjerenja. Sva ta najrazličitija mjerenja atomskih procesa mora kvantna teorija ujediniti u jedinstveni fizikalni sustav. U klasičnoj fizici sva se ta promatranja daju ujediniti u svojstva očiglednog događanja u prostoru i vremenu, kao na primjer gibanje planeta ili širenje valova po vodi. Makroskopske predmete možemo uzastopno podvrći nizu pokusa, i sve rezultate mjerenja tumačiti kao svojstva tih predmeta koji se nisu bitno promijenili u trenutku mjerenja. Atome ne možemo izravno primijetiti našim osjetilima kao predmete svakidašnjeg života. Do nas dopiru mikroprocesi samo po svojim vidljivim učincima. Atomske procese moramo promatrati uvijek u određenim spravama za pokus, moramo ih utvrditi uvijek u čvrstom makroskopskom okviru. Rezultat pojedinog pokusa uvijek se da zorno tumačiti nekom klasičnom slikom. Takvi pokusi, koje tumačimo zornim predstavama klasične, makroskopske fizike, jedino su što znamo o atomima. Rezultati mjerenja atomskih procesa međutim se ne mogu tako potpuno ujediniti u zornu sliku predmeta kao u klasičnoj fizici. Treba se samo sjetiti, da se materija jedanput pojavljuje kao val, a drugi put kao korpuskula. Ovaj temeljni dualizam nas sprečava da elektron shvatimo kao predmet nalik na zornu česticu ili zorni val. Takav, kakav se prikazuje u pokusu, ne dopušta nam mikrosvijet da na osnovu njegovih makroskopskih (vidljivih) učinaka izgradimo jednoznačnu sliku objekta kojih promjene u prostoru i vremenu bi imale za posljedicu promatranja pokusa. Atomski procesi su općenito nezornog karaktera, naš svakidašnji govor nije sposoban dati potpuno odgovarajuću sliku događanja u mikrosvijetu. Ne možemo ni očekivati da će slike i pojmovi, stečeni u svakidašnjem iskustvu s makroskopskim predmetima, zadržati valjanost i u mikrosvijetu.

## Vanjske poveznice
- Nobelprize.org, Nobelova nagrada za fiziku 1932.  Arhivirana inačica izvorne stranice od 3. kolovoza 2004. (Wayback Machine)
- Nobelprize.org, Werner Heisenberg - Životopis  Arhivirana inačica izvorne stranice od 31. kolovoza 2004. (Wayback Machine)